# غلاديس رودريغيز
غلاديس رودريغيز هي ممثلة بورتوريكية، ولدت في 4 يونيو 1943 في الولايات المتحدة.

## وصلات خارجية
- غلاديس رودريغيز على موقع IMDb (الإنجليزية)
- غلاديس رودريغيز على موقع قاعدة بيانات الفيلم (الإنجليزية)